# Markus Jürgenson
Markus Jürgenson, né le 9 septembre 1987 à Tartu en Estonie, est un footballeur international estonien, qui évolue au poste de défenseur.

## Biographie

### Carrière de joueur
Markus Jürgenson dispute trois matchs en Ligue des champions, dix matchs en Ligue Europa, et un match en Coupe Intertoto,.

### Carrière internationale
Markus Jürgenson compte 7 sélections avec l'équipe d'Estonie depuis 2010. 
Il est convoqué pour la première fois par le sélectionneur national Tarmo Rüütli pour un match amical contre la Chine le 18 décembre 2010 (défaite 3-0).

## Palmarès
- Avec le Flora Tallinn
  - Champion d'Estonie en 2010, 2011 et 2015
  - Vainqueur de la Coupe d'Estonie en 2011, 2013 et 2016
  - Vainqueur de la Supercoupe d'Estonie en 2011, 2012 et 2014